# Hitler – Eine Karriere
Hitler – Eine Karriere ist ein Dokumentarfilm über Aufstieg und Fall von Adolf Hitler und orientiert sich inhaltlich an der Hitler-Biographie von Joachim Fest. Als Filmmaterial wurden ausschließlich historische Aufnahmen verwendet, größtenteils Wochenschau-Material.

## Aufbau

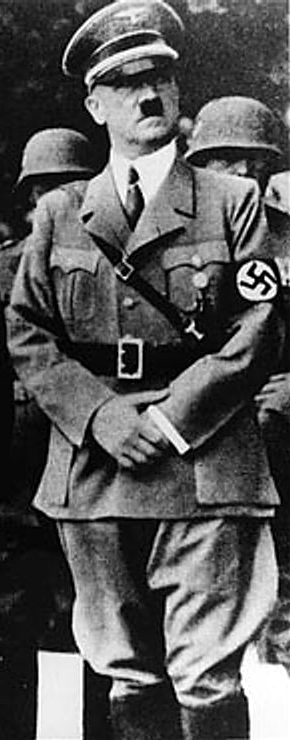
Adolf Hitler

Alle Sequenzen des Films sind aus historischen Aufnahmen zusammengestellt und weitgehend chronologisch angeordnet. Von den sehr wenigen privaten Aufnahmen abgesehen ist das gesamte Material in Schwarz-Weiß. Ausschnitte ohne originalen Ton sind grundsätzlich mit erläuterndem Kommentar versehen und werden gelegentlich mit Stimmungsmusik unterlegt. Bei Tonaufnahmen ist der Kommentar seltener, und auf eigene Musik wird fast völlig verzichtet. Aufmärsche mit Marschmusik bekommen viel Raum, Zeremonien und immer wieder Hitler als mal leiser, mal lautstarker Redner und Demagoge. Selbst Joseph Goebbels kommt kaum zu Wort, andere so gut wie überhaupt nicht.
Auffällig ist, dass der Kommentar Hitler kaum unterbricht, oft sogar das Stichwort zu Hitlers Reden gibt. Überhaupt wird dem Originalton viel Platz eingeräumt. Die direkte Gegenrede des Kommentars ist, wenn überhaupt vorhanden, sehr zurückhaltend. Die Bilder bleiben, von wenigen Ausnahmen abgesehen, im Rahmen der Wochenschau-Ästhetik. Der Antisemitismus Hitlers und der Holocaust werden im Film so gut wie nicht thematisiert.

## Ablauf
Die Darstellung gibt den Film wieder. Für an dieser Stelle womöglich fehlende Details zu Hitlers Lebensweg siehe Adolf Hitler und von dort weiterführende Verweise.

### Einleitung
Das „neue“ Deutschland wird vorgestellt, die Zerstörung der bis dahin neuen und schon wieder alten Ordnung der Weimarer Republik. Hitler ist auf dem Weg, sein eigenes Denkmal zu errichten, indem er die Geschichte verändert. Seine Rhetorik wird in den Vordergrund gestellt.
Kindheit und Jugend des späteren »Führers« werden fast völlig ausgespart. Filmdokumente aus dieser Zeit gibt es nicht, Bilder nur sehr wenige.

### Hitlers Weltbild
Hitlers Grundidee soll gewesen sein, die Welt zu retten. Dabei wurde er geprägt vom Wien der Jahrhundertwende, der bereits damals bestehenden politischen Unruhe, blutschänderischen Schreckensbildern und rassistischen Ängsten. Zusammen mit wagnerianischen Machtphantasien formt sich daraus ein monströses Weltbild.
Diese Darstellung steht im Gegensatz zur aktuellen Meinung, die davon ausgeht, dass Hitlers radikales politisches Weltbild sich erst einige Zeit nach dem Krieg zu formen begann (siehe Adolf Hitler#Politischer Aufstieg (1918–1933)).

### Erster Weltkrieg und unmittelbare Nachkriegszeit
Hitler gilt bei seinen Kameraden als Sonderling und wird wegen mangelnder Führungsqualitäten („Hysteriker“) trotz mehrerer Orden nicht zum Unteroffizier befördert. Der Krieg lässt ihn wie so viele andere Soldaten entwurzelt zurück. Die politischen Umwälzungen verschärfen die Unsicherheiten. Hitler scheitert im zivilen Leben, bleibt im Herzen Soldat und sucht Zuflucht und Gemeinschaft in der damals noch bedeutungslosen DAP, die sich später NSDAP nannte. Dort findet er als Redner und Demagoge schnell Anklang und findet mehr und mehr Unterstützer. „Mütterliche Damen“ leisten finanzielle Hilfe und ebnen den Weg in die „bessere Gesellschaft“. Die „Affäre“ mit seiner Nichte Geli Raubal wird erwähnt, ihr späterer Selbstmord nicht.

### Hitler-Ludendorff-Putsch und Weltwirtschaftskrise
Der erste Versuch zur Machtergreifung scheitert zwar (wobei Ludendorffs Rolle kaum erwähnt wird), doch Hitler lernt daraus. In der Haft beginnt er mit der Erfindung seiner eigenen Legende (Mein Kampf). Nach der Entlassung wird der misslungene Putsch jährlich als besondere Tat gefeiert. Hitler wandelt sich äußerlich vom Radikalen zum Bürgerlichen.
Die NSDAP wird zwar allmählich größer, aber erst die Weltwirtschaftskrise gibt der Partei und Hitler die ersehnte Chance. Triumphzüge, Aufmärsche, von der Partei organisierte KdF-Idylle (genau genommen deren Vorläufer), jubelnde Menschen und große Posen reihen sich aneinander. Die Weimarer Republik kann die Probleme in den Augen der Bevölkerung nicht lösen. Ein ununterbrochener Propagandafeldzug mit markigen Bildern festigt die Meinung, dass ein starker Mann her muss. Die Machtergreifung gelang nach Darstellung des Films, weil die demokratischen Kräfte der andauernden Auseinandersetzungen müde waren und Hitler die dargebotene Gelegenheit einfach nur wahrnehmen musste.

### Machtergreifung und Ausschaltung der Opposition
Hitler beginnt sofort damit, die neuen Mittel zur Festigung der Macht zu nutzen. Die nächste Wahl führt trotz riesiger Fackelzüge und der Propaganda um den Reichstagsbrand noch nicht zur absoluten Mehrheit der NSDAP, doch die bürgerlichen Parteien lassen Hitler weiter regieren. Danach ist es mit der Demokratie vorbei. Jegliche Opposition wird beseitigt oder gleichgeschaltet. Erstmals sind Angriffe gegen Juden zu sehen, Bücherverbrennungen und Goebbels’ Brandreden. Doch gleich folgen wieder Triumphe, Volksbelustigung (KdF), Hilfswerke für Bedürftige, Sport und Kultur. Der Bau von Autobahnen reduziert die Arbeitslosigkeit. Es wird zwar erwähnt, dass die Autobahnen schon vor Hitlers Regierung längst in Planung waren – die allgemeine Erholung der Weltwirtschaft bleibt jedoch außen vor, ebenso die Finanzierung der Arbeitsbeschaffungsmaßnahmen durch Kredite, und so setzt sich der Ton der Wochenschau durch, dass Hitler die deutsche Wirtschaft angekurbelt habe.

### Die Ruhe vor dem Sturm
Nach einem Rückblick auf den Ausbau der Alleinherrschaft (Röhm-Putsch, Hindenburgs Tod, Treueeid der Wehrmacht auf die Person des Führers) widmen sich die Bilder noch einmal dem zivilen Leben. Hitler genießt die Freizeit mit seinen „Paladinen“. Die Menschen, vor allem die Jugend, gehen scheinbar freudig in ihrer neuen Rolle auf, dass die Gemeinschaft alles, der Einzelne jedoch nichts ist. Die Olympiade 1936 demonstriert der Welt den Triumph des Willens in allen Bereichen des öffentlichen Lebens. Gelegentlich wird Hitler als ermüdet bezeichnet, dann aber rafft er sich wieder auf zu neuen gigantischen Projekten, beispielsweise der künftigen Welthauptstadt Germania.

### Expansion ohne Krieg
Österreich wird angeschlossen, und die gezeigten Menschen jubeln. Die dicken Männer des Regimes besuchen eine Kunstausstellung. Das Sudetenland wird übernommen, und die Münchner Konferenz wirkt wie eine bedeutungslose Randerscheinung. Die Tschechoslowakei wird scheinbar ebenso »angeschlossen« wie Österreich. Alle jubeln, nur England ist aufgewacht und rüstet auf: Gasmasken, Waffen, Kriegsdrohungen. Der 50. Geburtstag des Führers (ein einmaliger gesetzlicher Feiertag) zeigt noch einmal die bekannte zeremonielle Pracht. Das Regime scheint unbezwingbar zu sein.
Die ersten Farbaufnahmen zeigen Idylle auf seinem Berghof. Hitler mit Eva Braun, Goebbels, Ribbentrop und Speer in fast privater Runde. In der Öffentlichkeit gab es Eva Braun nicht. Hitler soll in dieser Zeit wenig regiert und viel Zeit mit Zerstreuung verbracht haben.

### Der Zweite Weltkrieg
Der Zweite Weltkrieg beginnt an dieser Stelle scheinbar ohne Übergang, er ist auf einmal da und wird ausgekämpft. Erst später – beim Angriff auf Russland wird festgestellt:
Dies war der Krieg, den er immer gewollt hatte.

#### Siege im Westen
Polen, Dänemark, Norwegen und Frankreich werden überrannt. Die Legende vom Blitzkrieg entsteht. Triumph reiht sich an Triumph. Die „Schmach von Versailles“ wird getilgt. Der Luftkrieg gegen England scheitert an der „Entschlossenheit“ der Verteidiger.
Hier greift Fest das in den Reden von Hitler und Goebbels häufig gebrauchte Thema auf, dass genügend Entschlossenheit und Fanatismus ausreichen, um auch materiell weit überlegene Kräfte zu besiegen.

#### Der Angriff auf die Sowjetunion
In Wahrheit waren sie durch ihre fortwährenden Erfolge unfähig geworden, Rückschläge zu begreifen. Sie brauchten jetzt einen Erfolg.
Dies war der Krieg, den er immer gewollt hatte, die ideologische Auseinandersetzung mit dem Hauptfeind, dem Kommunismus.
Nachdem es im Westen nicht weitergeht, greift die Wehrmacht nunmehr im Osten an und kämpft sich hier wieder von Sieg zu Sieg. Erstmals gibt es Bilder von Kriegsgräueln, Massenerschießungen. Juden werden zusammengetrieben. Hitler besucht die Stätten seiner Triumphe in Russland:
Was ihn trieb, war die Wahnidee, die Welt zu retten.
Doch der Winter kommt zu früh. Vor Moskau wankt die Front.
Nur Hitlers verbissener Durchhaltewille hielt sie zusammen.

#### Die Wende des Kriegs
1942 wird das Afrikakorps „in wenigen Wochen zerschlagen“. Der bei den Alliierten bereits damals legendäre „Wüstenfuchs“ kommt nicht zu Wort. Die alliierten Flugzeuge erringen die Luftherrschaft. Der U-Boot-Krieg ist verloren. Hitler erklärt den „Kreuzzug gegen den Bolschewismus“ und lässt im Ausland Truppen anwerben. Doch die Resonanz ist gering. Dann folgt die Niederlage in Stalingrad, die Hitler „zeichnet“ und aus dem strahlenden Sieger einen gebrochenen Mann macht. Nach Stalingrad hielt er nur noch drei große Reden.
Übergangslos schien er ins Greisenalter geraten.
Hitler wird fast nur noch bei Staatsbegräbnissen gesehen und soll Todessehnsucht gehabt haben.
Hier war nichts mehr inszeniert.

#### Irreale Träume
Der Film kehrt noch einmal zur Thematisierung des Herrenmenschentums zurück. Arno Breker formt Skulpturen des arischen Übermenschen nach Hitlers Geschmack. Der Nationalsozialismus kommt daher wie eine Mischung aus Mittelalter und Revolution.
Russland soll entvölkert und neu besiedelt werden, ein neuer Garten Eden. Menschen werden zusammengetrieben und in Waggons verladen. Die SS ist die neue Elite des Führers, der mitten im Krieg architektonische Visionen von der Welthauptstadt Germania fördert.

#### Der Zusammenbruch
Die deutschen Städte werden bombardiert und zerstört. Der Führergeburtstag 1943 wird an einem abgelegenen Autobahnstück begangen. Die Menschen fliehen aus den Städten.
Die Parole vom totalen Krieg kam nun als der totale Krieg nach Deutschland zurück.
Er hatte die Fähigkeit entwickelt, nur wahrzunehmen, was ihn in seiner Hoffnung auf die große Wende bestärkte.
1944 erfolgt die Invasion in der Normandie. Hitler befiehlt den zurückweichenden Truppen die Taktik der „verbrannten Erde“.
Die dazu gezeigten Bilder wurden allerdings in der Sowjetunion aufgenommen.
Das Attentat vom 20. Juli 1944 bestärkt Hitler in seinem Wahn.
Aus dem Scheitern des Anschlags schloß er auf den Willen der Vorsehung, den Krieg zu einem siegreichen Ende zu führen.
Der Volksgerichtshof unter Roland Freisler fällt ein Todesurteil nach dem anderen, und die Verhandlungsführung erinnert an ein Schmierentheater:[Angeklagter Ulrich von Schwanenfeld (sehr leise): „Ich dachte an die vielen Morde.“
Richter Freisler (scheinbar außer sich): „Morrrde??? Sie sind ja ein schäbjer Lump!“]
Während die Wochenschauen Wunderwaffen propagieren und Hitler die Front im Osten inspiziert, fällt Deutschland indessen in Trümmer. Die Sportpalastrede soll alle Kräfte der Deutschen noch einmal mobilisieren.
(Die Rede ist an dieser Stelle historisch falsch eingeordnet, denn sie wurde bereits 1943 gehalten.)
Anfang 1945 brechen alle Fronten zusammen. Kinder und Alte werden an der Panzerfaust ausgebildet, während Flüchtlingstrecks nach Westen ziehen. Der Volkssturm wird als letzte Reserve mobilisiert. Berlin ist jetzt Frontstadt. Hitler zeichnet noch einmal Hitlerjungen aus. Den Entschluss zum Selbstmord fasst er angeblich, als die Russen ins Regierungsviertel eindringen. Am 20. April 1945 wird das letzte Foto des lebenden Reichskanzlers gemacht.
Dann ist der Kampf vorbei. Überlebende krabbeln aus den Trümmern. Viele Menschen haben sich aus Angst selbst getötet. Russische Soldaten finden die Grube, in der Hitlers Leiche lag. Daneben liegen Benzinkanister.
Auch die anderen Alliierten marschieren in Berlin ein. Die NS-Symbole werden verbrannt, demontiert oder sonst wie vernichtet.
Die letzte Einstellung zeigt, wie der Reichsadler auf der Haupttribüne des Reichsparteitagsgelände gesprengt wird.

## Rezeption
Heinz Höhne schrieb 1977 eine zeitgenössische Rezension im Spiegel:
Die Zuschauer werden rasch merken, daß ihnen dieser Film mehr bietet als nur eine neue Variation des Alt-Themas Hitler. Zum ersten Mal befreien bundesdeutsche Filmer den zum Zelluloid-Monster degenerierten Führer von den Denkschablonen antifaschistischer Aufklärungsfilme und entwerfen ein glaubwürdiges, auch historiographisch zuverlässiges Bild von Hitler und seiner Epoche.
Bei filmportal.de heißt es:
Viel diskutierte, nicht unumstrittene Verfilmung der Hitler-Biografie von Joachim Fest. Der Film, der sich weitgehend auf Dokumentarmaterial stützt, betrachtet die Entstehung und Entwicklung des Nationalsozialismus weitgehend aus der Perspektive des späteren Diktators.
Prisma TV Guide (prisma-online) schrieb:
Diese detailreiche Bebilderung des Lebenswegs Hitlers (mit historischem Ton- und Bild-Material) von seiner Kindheit über den Aufstieg in der NSDAP bis zum deutschen Diktator und dem katastrophalen Ende im Größenwahn balanciert gekonnt zwischen Faszination und Grauen. Ein aufschlussreicher Film (auch über die Verführbarkeit eines ganzes Volkes), der in jeder Schule Unterrichtsgegenstand sein sollte.
Die Verwendung des Dokumentarmaterials kritisierte Tim Darmstädter:
Gerade bei den Filmdokumenten aus der Zeit des NS handelt es sich überwiegend um Material, das zu Propagandazwecken hergestellt worden ist. Ungebrochen in einen Dokumentarbericht eingebaut, erscheint als Zeugnis der damaligen Realität, was eigens für die Kamera inszeniert worden ist. Freilich ist auch das Inszenierte real, aber eben nur als Inszeniertes. Dem Material selbst ist in diesem Fall nicht anzusehen, ob es eine Realität wiedergibt, die auch unabhängig von der Kamera existierte, oder eine, die vor der Kamera gestellt wurde.
Dieses Dilemma verwandelte der Film Hitler – Eine Karriere des ehem. FAZ-Herausgebers und Hitler-Biographen Joachim C. Fest und Christian Herrendörfers, der sich als Aufklärungsfilm über das Verhältnis von Hitler und seinen Anhängern verstand, in einen Skandal. Zwar betonte er von Anfang an, daß sich die Nationalsozialisten selbst inszenierten, doch durchbrach er die Inszenierung nicht, sondern verstärkte sie, weil der Film selbst hochgradig inszeniert war und aus denselben Prinzipien schöpfte, die er vorgeblich kritisierte. Er schwelgt in Propagandaszenen, bestätigt die Hierarchie zwischen Führer und Volk in der Schuß-Gegenschuß-Montage und verstärkt optische Effekte durch akustische Nachsynchronisation. Dadurch wird der theatralische Effekt größer als ihn jede Fiktion erreichen könnte.
Der Regisseur Wim Wenders warf dem Film mangelnde Distanz vor:
Dieser Film ist so fasziniert von seinem Objekt, von dessen Wichtigkeit, an der er partizipiert, dass dieses Objekt den Film immer wieder übernimmt, zu seinem heimlichen Erzähler wird. Da hat einer, hochmütig und in frevelhaftem Leichtsinn, seine Sprache, in einem Bestseller erprobt, der Sprache demagogischer Bilder für überlegen gehalten, hat geglaubt, er könne mit einem überlegenen Kommentar alles in seine Schranken verweisen, wie ein Herrgott, vom Himmel her.
Walter Kempowski schrieb 1987 über den Film:
Nun ist Adolf in den Himmel eingegangen. Der Film von Joachim Fest. Das Fernsehvolk wird nasse Augen bekommen haben. Ich bekam auch nasse Augen. Irgendwie dachte ich an das Verhängnishafte. Diese historisch zu belegende Verhängniskette von Folgerichtigkeiten, die auf ein Vakuum hindeutete, aus dem Hitler erwuchs. Er war da, und er zerschlug alles. Viele Leute, die er traf, waren auch nicht besser als er.
Der Film hätte länger sein müssen, neben langen, wirkungsvollen Einstellungen kam es immer wieder zu Hast.
Ein Stück Heimat ist auch immer dabei, Vaterhaus, wie man sagen könnte, Vaterhaus 1937, Warnemünde.
Mit Fliegerkappe – verbumfeit, dann aber (in Farbe!) auf dem Berghof staatsmännisch. Diese häßlichen Hosen.

## Auszeichnungen
- 14. Juni 1977 – FBW Prädikat: Besonders wertvoll

## Weitere Daten
- 29. Juni 1977, Berlin – Uraufführung, Internationale Filmfestspiele Berlin 1977 – Sondervorführung
- 8. Juli 1977, Film-Casino München – Kinostart (DE), etwa 1 Million Zuschauer
- 4. Januar 1987 – ARD: TV-Erstsendung